# ウエストホールディングス
株式会社ウエストホールディングス（英: West Holdings Corporation）は、広島県広島市西区に本社を置き、再生可能エネルギーを軸としたトータルエネルギーソリューションを提供している。太陽光発電システムの施工・販売などを行う企業グループの持株会社である。

## 沿革
- 1984年（昭和59年）5月 - 西日本鐘商株式会社を設立。
- 1985年（昭和60年）4月 - 西武ハウス工業株式会社に商号変更。
- 1989年（平成元年）6月 - 株式会社ウエスト（初代）に商号変更。
- 2004年（平成16年）6月 - 株式を店頭登録（現：ジャスダック）。
- 2006年（平成18年）3月 - 株式会社ウエスト（初代）を株式会社骨太住宅に商号変更。株式移転により、株式会社ウエストホールディングスを設立。株式会社ウエストホールディングスが株式会社骨太住宅に代わりジャスダックに上場。株式会社ハウスケアを設立。
- 2007年（平成19年）7月 - 株式会社サンテックを設立。
- 2010年（平成22年）8月 - 株式会社骨太住宅が株式会社明野住宅を吸収合併。
- 2011年（平成23年）8月 - 株式会社骨太住宅を株式会社ウエストエネルギーソリューションに商号変更。株式会社サンテックを株式会社ウエスト（2代）に商号変更。
- 2013年（平成25年）12月 - 株式会社ハウスケアを株式会社ウエストビギンに商号変更。
- 2014年（平成26年）9月 - 株式会社ウエスト電力を設立。
- 2015年（平成27年）3月 - 株式会社シュタットベルケジャパンを設立。
- 2016年（平成28年）8月 - ウエストインターナショナルタイランドを設立。
- 2022年（令和4年）
  - 3月 - ウエスト電力が電力小売事業からの撤退を発表[4][5]。
  - 4月 - 大阪ガスと資本業務提携を締結[6]。
  - 6月 - あいおいニッセイ同和損保と資本業務提携を締結[7]。
- 2023年（令和5年）
  - 4月 - ウエスト電力を解散し、東京地方裁判所に特別清算を申し立てた[8]。
  - 9月 - 広島地方裁判所にウエスト電力の破産手続き開始を申し立てた[9]。

## 関連会社
- 株式会社ウエストエネルギーソリューション
- 株式会社ウエストビギン
- 株式会社ウエストO&M
- 株式会社ウエスト電力
- 株式会社ウエストイノベーションアライアンス
- 株式会社シュタットベルケジャパン
- 株式会社ウエスト
- 株式会社ウエストエネルギーソリューション・メガ
- ウエストインターナショナルタイランド